# FK Arsenal Kyiv
Futbolnij Klub Arsenal Kyiv er en professionel ukrainsk fodboldklub fra Kyiv.

## Historiske slutplaceringer
| Sæson     | Niveau | Liga         | Placering | Kilde |
| --------- | ------ | ------------ | --------- | ----- |
| 2017-2018 | 2.     | Perša liha   | 1.        | [ 1 ] |
| 2018-2019 | 1.     | Premier Liga | 12.       | [ 2 ] |

## Klubfarver
| Arsenal Kyiv | Arsenal Kyiv | Arsenal Kyiv |